# 費爾德基興縣
費爾德基興縣（德語：Bezirk Feldkirchen）是奧地利克恩頓州的一個縣，位於該州的北部。面積558.6平方公里。2001年人口30,273人。縣治費爾德基興。
下分10個市镇，其中1个城市，9个普通市镇。